# Caroline Cossey
Caroline "Tula" Cossey (Brooke, Norfolk, 31 de agosto de 1954) es una modelo inglesa. Cossey es reconocida por ser la primera mujer transgénero en posar para la Revista Playboy. Después de que su transexualidad hubiera sido públicamente revelada sin  su permiso por el diario británico News of the World, Cossey se notabilizó a través de lucha en directo a ser reconocida legalmente como mujer, y de poderse casar. El caso subió a las instancias europeas, donde Cossey ganó, creando jurisprudencia que ayudó a la creación de Gender Recognition Act.

## Biografía
Cossey nació en villa de Brooke, condado de Norfolk, Inglaterra, ha sido atribuido al sexo masculino en su nacimiento. Cossey tenía un fenotipo feminizado debido a una condición conocida como el síndrome de Klinefelter; con todo, en vez de tener un cariotipo XXY, una variante de síndrome más común, tenía XXXY. Cossey nunca se sintió integrada al papel masculino, y su amiga más próxima era su hermana Pam, con quien brincaba vistiendo las ropas de madre.
A los 17 años, Cossey comenzó la terapia hormonal y pasó a vivir como mujer en tiempo entero. Después de haber comenzado la transición, Cossey inició una carrera como showgirl y, luego una mamoplastia, como estríper, trabajando en los clubes nocturnos de Londres, París y Roma. Tras la sorpresa inicial, los padres de Cossey la apoyaron plenamente. Años después de tratamiento  y psicológico, y de su identidad ser reconocida legalmente, Cossey hizo una cirurgía genital el 31 de diciembre de 1974 en el Charing Cross Hospital  de Londres. Tuvo una carrera como modelo, en 1981 participó como Chica Bond en el film "For Your Eyes Only", apareció en la página 3 de Sun, y posó para Playboy.
La transexualidad de Cossey no era de conocimiento público, hasta el "outing" de News of the World, cuyo reportaje tenía como título "Una de las Bondgirls ya fue hombre". Cossey llegó a pensar en suicidarse después de la publicación de reportaje, y acabó por reducir su participación en televisión, ahora tenía continuado a trabajar como modelo. En su primera autobiografía, "I Am a Woman", es una respuesta al reportaje de News of the World.